# لسانيات تطورية

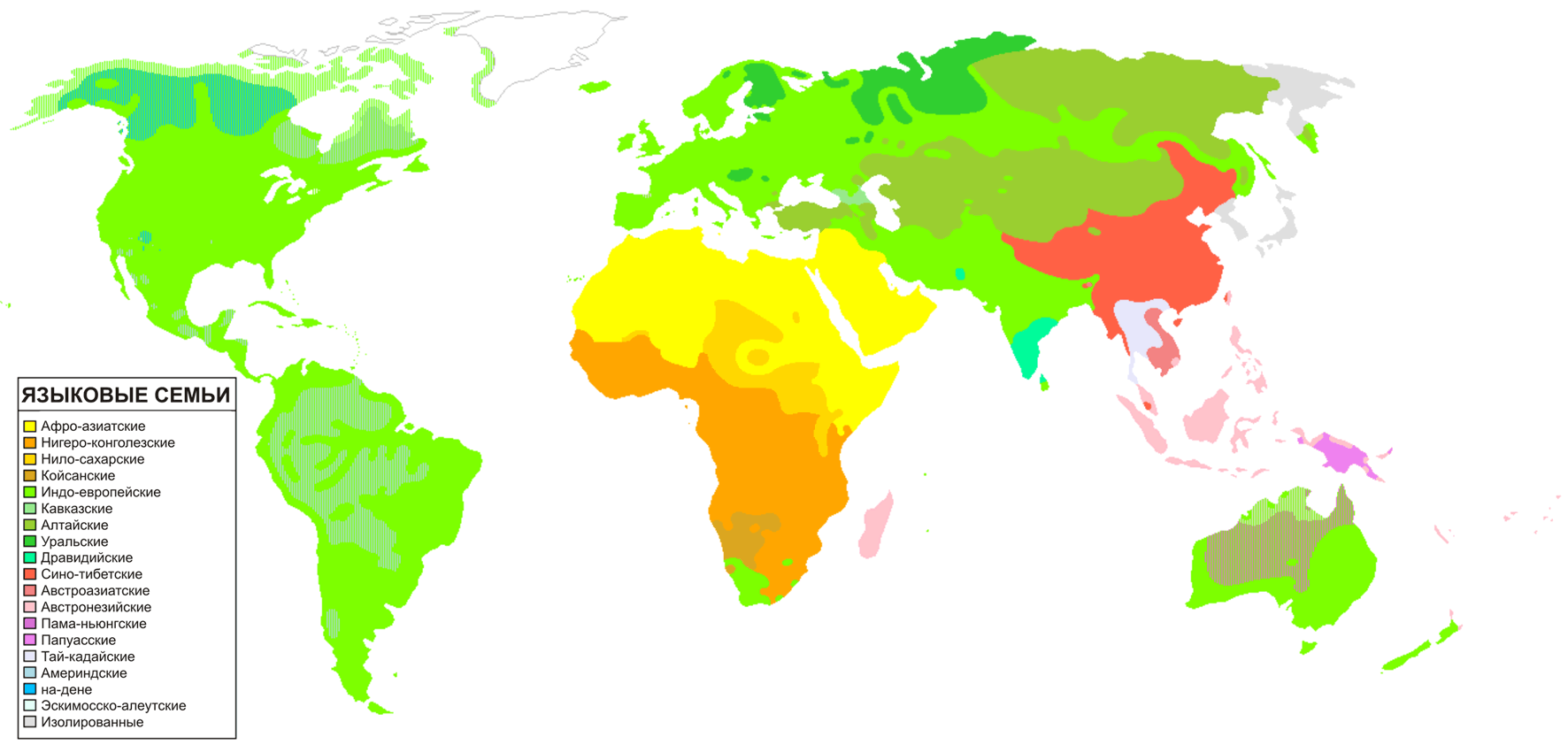

اللغويات التطورية أو اللسانيات التطورية (Evolutionary Linguistics) دراسة علمية لأصول وتطور اللغات من ناحية دراسة اكتساب اللغة والتركيز على اللغة كخصائص عامة ومسلمات في مفهوم اللغة العام بخلاف تركيز علم اللسانيات التاريخية الذي يركز على لغة معينة أو عائلة من اللغات، وإلى جانب اكتساب اللغة والخصائص العامة للغة وتعلم اللغة، تدرس اللسانيات التطورية أصول اللغة، العمليات التي تشكلت فيها اللغة من نظام التواصل قبل اللغوي إلى نظام التواصل اللغوي والذي بدأ بشكل مبكر مع الانسان العاقل. وتجدر الإشارة إلى اختلاف اللسانيات التطورية عن تطور اللغة (Evolution of language) الذي هو مجال آخر يجيب بصورة عام عن كيفية وجود اللغة عند الإنسان.

## التاريخ
يعتبر اللغوي الألماني أوغست شلايشر (1821-1868) المؤسس والرائد في هذا التخصص وذلك بنظريته Stammbaumtheorie «نظرية الشجرة العائلية للغات». ولكن لا يمتد تاريخ الدراسة العلمية للغويات إلى تاريخ ابعد من ذلك محاولات أخرى لذلك كانت في جمعية اللسانيات في باريس والتي منعت فيما بعد في عام 1866 حيث لم يكن هناك ما يكفي من مواد وبيانات لدراسة من هذا النوع. وعادت الدراسة العلمية مرة ثانية في الخمسينات بعد توافر المصادر الكافية للدراسة العلمية للغويات. اما علم اللسانيات التطوري فقد انتعش منذ أواخر الثمانينات من القرن العشرين، أعقاب التقدم الملحوظ في التخصصات الأخرى كـ اللغويات النفسية واللغويات العصبية وعلم الإنسان التطوري وعلم النفس التطوري والعلم المعرفي.
صدرت كتب واوراق بحثية كثيرة في العقد الأول من الالفية تناولت نظريات ومقترحات لدراسات ومحاكاة حاسوبية وتجارب للسانيات التطورية. في 2012 صدر كتاب اللسانيات التطورية لكاتبيه روبريت وابريل مكوهان الاستاذين في جامعة ابيريسويث (Aberystwyth University) المنشور في جامعة كامبريدج والذي يتسائل عن الوقت والكيفية حيث تطور دماغ الإنسان العاقل وآلياته المعرفية لنمتلك اللغة، ولماذا أصبح اسلافنا حيوانات ذات لغة، وكتب أخرى عديدة في المجال.

## مجالات البحث

### الاسئلة الأساسية للسانيات التطورية[3]

#### كيف توجد اللغة عند الإنسان؟
يمكن تقسيم الظاهرة اللغوية عند الإنسان إلى جزئين:
- القدرة البيولوجية على اللغة: وتتمثل بالاليات والوظائف المعرفية ووظائف الأعضاء الخاصة بمعالجة وانتاج اللغة.
- اللهجة الفردية واللغة الجماعية: اللهجة الفردية (Idiolects) هي استخدام الفرد المميز والفريد للغة حيث لكل شخص مفرداته وجسد اللغة الخاص به وقواعده وتتشكل اللغات من اللهجات الفردية وكلاهما نابعتان من استخدام الأشخاص لقدرتهما البيولوجية على اللغة.

الأسئلة الرئيسية حول الأمر تتنوع إلى: هل ان القدرة على اللغة تختص باللغة فقط؟ ام انها نابعة من تكيفات مسبقة (exaptation)؛ وما دور القواعد الوظيفية في آليات معالجة القواعد؟ الأسئلة من هذا المجال كثيراً ما تذهب نحو موضوع آخر وهو تطور اللغات (Evolution of language).

#### ما الذي يتطور اثناء تطور اللغة؟
للغات سمات فريدة مثلاً اللغة تمكن الإنسان من وصف شئ لا يحدث حالياً في بيئة الحوار، ترتيب الفعل والفاعل والمفعول به يتخذ انساقاً ثابتة في معظم لغات العالم، اللغات يمكن أن تستخدم اقل المواد لزيادة القوة التعبيرية من خلال التكرارية. خصائص مثل هذه تؤخذ كصفات عالمية أو مسلمات للغات. ودراسة المسلمات مثل هذه من الممكن ان يخبرنا كيف تطورات اللغات؟ وما هي العوائق التي تعترضها؟ وما الذي يربط اللغة بالقابليات الأخرى في الدماغ؟
التركيبية (Compositionality) والانتظام (regularity) هما من أبرز المسلمات التي تناقشها اللسانيات التطورية، التركيبية تشير إلى ان جميع التعابير المعقدة تعتمد على معاني مكوناتها وطريقة مزج تلك المكونات. والانتظام يشير إلى الطرق العديدة في مزج المكونات بشكل عناصر مفردات، العبارات أو الجمل مثلاً للتعبير عن معاني معقدة. هذه المسلمات تعطي اليات وقطع بناء للتعبير عن تطور عدد كبير من المعاني للاشياء ليس بسيناريوهات نظرية فقط بل بمحاكاة حاسوبية وتجارب مختبرية.

#### كيف يمكننا تتبع تطور اللغة؟
هناك ثلاث جداول زمنية لتتبع تطور اللغة:
- التاريخ المصغر (microhistory): ويغطي حقباً صغيرة جداً من اللغة تتراوح بين سنوات وعقود.
- التاريخ الأوسط (mesohistory): ويغطي قروناً أو ألفيات.
- التاريخ الكبير (macrohistory): ولا يشبه الفترات الزمنية المستخدمة في اللغويات التاريخية بل يشبه الحقب الزمنية المستخدمة في علم الاحياء.

بين هذه الازمنة تناقش اللسانيات التطورية أسئلة أساسية حول هل ان التطور يحدث في التاريخ الكبير ام في التاريخ الأوسط. وهل أن عمليات مثل صناعة النحو تحدث في التاريخ المصغر ام لا.
ظهور الشئ بشكل عام هو العملية التي تظهر فيها ظاهرة مكبرة (Macro scale phenomena) نتيجة تفاعلات مصغرة (Micro scale interactions) أو ظهور خصائص أو تراكيب في نظام دون تعريفها بشكل مسبق فيه، بوجود مواد معينة ومقيدات معينة. وفي اللسانيات التطورية ظهور اللغة هو بزوغها من اللالغة إلى لغة لها خصائص تتجلى في اللغات الحديثة.
وللمصطلح توجهين:
- متعلق بالنشوء الوراثي (ontogenetically) ويشير إلى اكتساب اللغة.
- متعلق بالتطور النوعي أو تطور السلالة (phylogenetic) ويشير إلى اصل اللغة.

يشير الأول إلى نشوء قابليات تعلم لدى الإنسان تسمح بانتقال اللغة وتداولها بينما الثاني إلى كل من اليات التعلم والعوامل الثقافية والاجتماعية التي تؤدي إلى ظهور اللغة. والقضيتين مرتبطة معاً. السائد اليوم حول ظهور اللغة هما نظريتان:

## الغريزية (innatism)[1]
تفترض الغريزية وجود تماثلية بين السبب والمسبب في ظهور اللغة وتقول بأن الظهور المفاجئ للغة لابد وان يكون مرتبطاً بحدث طبيعي عصبي واسع التأثير ويميل لها ستيفن بينكر ونعوم تشومسكي. وايضاً تفترض الغريزية بوجود تماثلية الوظيفة والعضو والتي تقود للتفكير بعضو اللغة على الرغم من ان التطور المستمر للعضو لا يرتبط بالضرورة مع التطور المستمر للوظيفة التطور لا يشترط به ان يوفق بين الوظائف والاعضاء بمراحلها المختلفة.
ويرى أصحاب هذه الرؤية بناءاً على الأدلة العلمية ان الكثير من خصائص اكتساب اللغة ليست خاصة بنوع الإنسان كحيوان مثلا أدوات الإدراك الحسي – الصوتي أو القدرة على ربط معنى معين بصوت معين، أيضاً بعض الأجزاء القشرية في دماغ الإنسان والتي تلعب دوراً مهماً كركائز للغة ترتبط بأنشطة معرفية أخرى مثل معالجة الموسيقى وتنسيق حركة اليد مع الرؤية. مما يوضح أن اللغة لها روابط معرفية مع مهارات غير لغوية وأن المناطق التشريحية العصبية في الدماغ المرتبطة باللغة ليست فريدة في الإنسان وحده بل موجودة في حيوانات أخرى من الرئيسيات كما أن عملية معالجة اللغة ذاتها هي ليست خاصة باللغة وليست خاصة بالإنسان فهي تكيفات معرفية ليست مختصة باللغة فحسب بل بأمور أخرى كاتخاذ القرارت أو حل النزاعات الاجتماعية وهي أيضاً مشتركة مع حيوانات أخرى.
وفي نطاق الغريزية يقترح بيكيرتون (Bickerton) فرضية لأصل اللغة تعرف باللغة الاصلية (protolanguage) والتي تتألف من كلمات فقط دون تركيب نحوي ثم تدرجت تلك اللغة نحو تسلسلات من الكلمات ثم إلى تسلسلات نحوية ذات هيكلية ولتلك الفرضية مؤيدين ونُقاد واراء وتجارب كثيرة في غمارها.

## النشوئية (Emergentism)[1]
قامت هذه الفرضية رداً على اشكاليات واجهتها الغريزية وتفترض النشوئية ان مسلمات اللغة تكونت في كل لغة على حدة بحسب عوائق التعلم والانحيازات أثناء عملية الانتقاء، كما الموزاييك فإن بزوغ القواعد، الصوتيات اللغوية، التشكل، والمفردات قد تكون حدثت في اوقات مختلفة ضمن موجات مختلفة.
للنشوئية  فإن اللغة هي واجهة لعدد من القدرات الأساسية التي لها وظائف أخرى في الحيوانات ولا تقوم بوظيفة لغوية. اللغة هي إعادة تشكيل لأنظمة الاسلاف، أشبه بأعادة الاستفادة من شئ قديم من موجود ولم يعد مفيداً. بدلاً من افتراض ظهور اللغة بطفرات وراثية غير ذات صلة بالسياق الاجتماعي والمعرفي للانسان. اللغة تمت صياغتها وتشكيلها من قبل الاليات المعرفية للانسان وآليات وقيود التعلم والاستخدام والمحددات في ذاكرة الإنسان ومعالجته وتواصله.
تتبنى النشوئية وجهتي نظر لشرح أصل اللغة:
1. الشرح الاجتماعي الاحيائي (Sociobiological) وتعتمد على الترميز الجيني والانتخاب الطبيعي لشرح كيفية انتشار ستراتيجية معينة عبر الاجيال. انها تتكلم عن دور التواصل في النجاح التكاثري ونشر الذرية وبذلك يكون الانتخاب الطبيعي مفضلاً للتواصل الاجتماعي
2. الشرح الاجتماعي الثقافي (Sociocultural) ويوضح بأن ظهور المسلمات اللغوية يرجع للقوة التعبيرية للغة ودورها الكبير وفائدتها وأي ستراتيجية تخدم اغراض التواصل ستكون سائدة في الاجيال القادمة. اللغة تتطور لتتكيف مع الإنسان لا ان الإنسان يتطور ليتكيف لاستخدام اللغة. سهولة اكتساب اللغة من قبل الأطفال ليست لأنهم يمتلكون معرفة فطرية تؤهلهم لتعلم اللغة. بل أن اللغة التي يتعلمونها قد تكيفت لتكون سهلة مع قابليتهم للتعلم.

اما سيناريو الصيغ الذي تفترضه النشوئية لتكون الللغة هو بوجود لغة أساسية بعبارات مفردة الكلمة وكانت ترمز لاحداث معينة وشيئاً فشيئاً صارت تلك الاحداث تحمل أكثر من كلمة واحدة. ويقترح هذا السيناريو ان تكون اللغة يكون مرافقاً للمواد الموجودة في البيئة ولآليات التعلم الموجودة. وان نشوء المفردات يتم بواسطة الموافقة الاجتماعية على المفردات الجديدة التي تظهر مقترنة باحداث معينة.

## التحديات
يُعتبر التحدي الأساسي لهذا التخصص عدم توفر بيانات تجريبية يمكن الاستناد إليها في تحليل أي لغة محكية والتي غالبا ما تزول دون أدنى أثر. وقد شكل هذا التحدي ابتعادا وهجرا لهذا التخصص طال أكثر من قرن تقريبا. تتجلى الصعوبة في كيفية استعادة السلوكيات اللغوية من السجلات الاحفورية. مثلاً صعوبة معرفة النظرية النحوية ومعالجتها في الدماغ حتى مرحلة متأخرة جداً. من المعروف ان  الإنسان العاقل الموجود حالياً كان موجوداً قبل حوالي 150 الف عام كما تدل الاكتشافات في شمال أفريقيا والعلوم العصبية وعلم الوراثة كشفوا في القرن الـ 21  عن وجود تطورات على المستوى الجيني تتعلق باللغة غير أن امام التحديات في صعوبة الوصول للمعلومات في تلك الفترة السحيقة من اكتشاف الإنسان العاقل الأول والربط بين ذلك وبين الادلة الجينية على وجود التطورات في المستوى الجيني من أجل اللغة فإن الامل ما زال متاحاً عبر الفيزياء الاحصائية (Statistical physics) وبرامج المحاكاة الحاسوبية التي توصلت إلى طرق عديدة قادرة على الإجابة على الأسئلة الحرجة للسانيات التطورية.